# George Barbu Știrbei
George Barbu Știrbei (n. 1 aprilie 1828, București – d. 15 august 1925, Paris), cunoscut și ca Gheorghe, Georgie sau Iorgu Știrbei (francizat Georges Stirbey), a fost un nobil și politician român, care a servit ca ministru în varii guverne și ca ministru de externe din 15 iulie 1866 până în 21 februarie 1867.
A fost fiul cel mare al lui Barbu Dimitrie Știrbei,  Domn al Țării Românești și nepot al rivalului său, Gheorghe Bibescu. Printre frații săi mai mici se include latifundiarul și industrialistul Alexandru B. Știrbei. Educat în Franța, s-a întors în Țara Românească în timpul domniei tatălui său. A părăsit țara în timpul Războiului din Crimeea și a servit Imperiul francez înainte de a se întoarce și servi ca Ministru de Război. Este cunoscut pentru reformarea miliției.

## Biografie

### Origini și viața timpurie
Știrbei s-a născut la București, capitala Țării Românești, la 1 aprilie 1828, o dată pe care el însuși o dădea împotriva scriptelor care dădeau 1834; alte surse spun 1832. Originile sale paterne proveneau din familia Bibescu, care își avea rădăcinile în mica nobilime a Olteniei.  Clanul a trecut printr-o urcare socială rapidă după căderea fanarioților și înființarea regimului Regulamentul Organic. Ca protector al Prințului Grigore al IV-lea Ghica în anii 1820, bunicul lui George, Dumitrachi, s-a căsătorit cu Ecaterina, membră a familiei Văcărescu, și s-a împrietenit cu tutorele ei, vornicul Barbu C. Știrbei. El a fost nașul primului născut al lui  Dumitrachi, Barbu Bibescu, pe care l-a adoptat înainte să moră în 1813. Barbu a fost deci singurul cunoscut ca Știrbei printre cei trei frați Bibescu. Pe parte maternă, George a coborât din familia Cantacuzino.
Când s-a născut fiul său, Barbu Bibescu-Știrbei era doar Clucer, în urma mult mai ambițiosului său frate Gheorghe; în plus, urcarea în carieră a fost întreruptă de Imperiul Rus, prin invazia sa din Țara Românească. Acesta a fost reluată când el a fost impus de consulul Peter I Rikman în cabinetul domnitorului Alexandru al II-lea Ghica. Pavel Kiseleff, guvernatorul liberal al celor două Principate Dunărene, a impus în continuare numirea lui Știrbei în guvern.
În acei ani Barbu Știrbei a devenit tatăl a șase copii cu Elisabeta: fiii Alexandru și Dimitrie, și fiicele Fenereta, Alina, Elisabeta și Elena. Când George a împlinit 12 ani în 1840, tatăl său l-a trimis în Franța, unde s-a înscris la școala Bollin, apoi la Lycée Louis-le-Grand. În timpul liceului tânărul Știrbei s-a împrietenit cu viitorul scriitor-politician Jean-Jacques Weiss, devenind admiratorul lui și, mai târziu, biograful și editorului lui.  Luând Bacalaureatul în august 1847, a studiat în paralel la Școala de Administrație, Collège de France și Facultatea de Drept din Paris. Absolvirea acesteia din urmă a avut loc în august 1850, când a publicat împreună cu Firmin Didot teza sa De Condictione indebite ou Des obligations qui se forment sans contrat. George a fost martor la Revoluția franceză de la 1848, iar în anii următori a subliniat calitățile sale pozitive în disputele cu politicienii mai conservatori. Această perioadă a vieții lui Știrbei s-a suprapus și cu Revoluția din Țara Românească, care l-a răsturnat pe unchiul său Bibescu de pe tron.
În urma intervențiilor Rusiei și a Imperiului Otoman, Barbu Știrbei, a devenit Domn iar George a devenit Beizadea. Întorcându-se la București, a fost încorporat în funcția de maior în forțele militare valahe și și-a însoțit tatăl în funcțiile oficiale, inclusiv în vizita sa de la Telega din 1851; George a făcut călătorii oficiale la Sankt Petersburg, Hermannstadt și Istanbul. A fost remarcat ca "mare iubitor de teatru și susținător de neprețuit al actorilor", în special al comedianului Costache Caragiale, fiind prezent cu tatăl său la inaugurarea Teatrului din București (sfârșitul anului 1852). În 1853, el s-a alăturat guvernului tatălui său ca logofăt la Ministerul Justiției. Cabinetul l-a inclus și pe Alexandru Plagino, care era cumnat cu Beizadeaua. Dintre surorile sale, Elena, s-a căsătorit cu contele Leo Larisch von Mönnich din Silezia Cieszynului; în 1855 ea l-a născut pe fiul ei Georg, ulterior soțul baronesei Wallersee.

### Ministru de Război
O nouă intervenție rusă a venit în vara anului 1853, în timpul escaladării înainte de războiul din Crimeea. La acea vreme, beizadeaua George era un colonel atașat la Statul Major General. În cele din urmă el a fost alungat din țară de evenimentele care se desfășurau (la fel ca și frații săi mai mici), și s-a întors la Paris, unde a solicitat primirea n armata franceză. Atașat ca străin, a fost plasat în cavaleria Versailles și a devenit ajutorul lui Pierre Chrétien Korte. A petrecut războiul negociind cu cel de-Al Doilea Imperiu Francez și cu otomanii în numele tatălui său, echilibrând cu atenție interesele ambelor puteri.
Înfrângerea Rusiei i-a readus tatăl pe tron; Țara Românească și Moldova au fost puse sub supraveghere internațională, încheind Regulamentul Organic. Noua tutelă a țării a implicat nu numai pe otomani și ruși, ci și Franța, Imperiul Austriac, Marea Britanie, Regatul Prusiei și Piemont-Sardinia. Din București, George Știrbei a plecat în noi tururi diplomatice, vizitând Moldova și apropiindu-se de Domnul Moldovei, Grigore Alexandru Ghica; de asemenea, el a avut contacte cu Austria prin contele Coronini. El i-a prezentat contelui o lucrare, Resumé de la situation administrative de Valachie ("Rezumatul situației administrative a Valahiei"), care a devenit utilă pentru puterile occidentale în evaluarea cursului afacerii valahe.
Beizadeaua Știrbei a fost în cele din urmă trimisă în Franța, cu ordinul de a-și completa educația militară acolo. Se știe că a luat cursuri atât la Academia Militară prusacă, cât și la Școala Specială Militară de la Saint-Cyr, după care a devenit general valah și Ministru de Război. Aceasră poziție i-a permis să influențeze viața politică și socială.  Colecția sa de artă datează probabil din această perioadă, când pictorul Theodor Aman, pe care familia Știrbei l-a ridicat la rangul de Pitar, i-a trimis una din pânzele sale în semn de mulțumire. Probabil presat de precedentul moldovean, din decembrie 1855, beizadeaua și colegul său ministru Plagino au recomandat Prințului Barbu să elibereaze robii țigani din Țara Românească.
Așa cum a subliniat subalternul său, Dimitrie Papazoglu, poziția lui reformistă "a câștigat afecțiunea întreagii armate". Activitatea sa a inclus și predarea istoriei cadeților înscrisi la Școala militară a Țării Românești. În 1855, el a călătorit la Czernowitz, unde a plătit omagiu împăratului Franz Joseph. La acea vreme, beizadeaua s-a adresat ministrului afacerilor externe al Franței, Édouard Drouyn de Lhuys, cerându-i să ofere instruire pentru milițiile valahice în caz de război cu otomanii; el a obținut, de asemenea, și rechemarea unui consul ostil, Eugène Poujade.
Prin fiul său, Prințul Barbu a comunicat, de asemenea, planurile sale pentru Unirea Principatelor Țării Românești, Moldova și Bugeac, cu neutralitate și independență deplină, pentru a păzi gurile Dunării împotriva intruziunii rusești. Aceste planuri au prevăzut și alegerea la tronul unificat a unui prinț străin, fără legătură cu boierimea. Participând la Conferința de Pace de la Paris, beizadeaua s-a resemnat cu descoperirea că mandatul tatălui său nu va fi reînnoit și, din acel moment, a cerut ca o dinastie străină să fie plasată pe tronul Țării Românești. De asemenea, familia Știrbei a început să facă lobby pentru construcția unei căi ferate de la Kronstadt (Brașov) la Oltenița. Dacă ar fi fost construită, urma să fie prima din Țara Românească.
Numit Caimacam în iulie 1856 Alexandru al II-lea Ghica a ordonat imediat secretarului de stat Plagino și lui Știrbei să-și părăsească funcțiile și a ordonat o investigație formală a regimului detronat, ceea ce  a provocat o tulburare printre știrbeiști. Nepopular cu boierii și confruntându-se cu rezistența lor pasivă, Ghica a căutat să se împace cu aripa moderată a Partidului Național, un grup liber care susținea unirea. După această perioadă de incertitudine, atât George, cât și tatăl său au câștigat funcții de deputați în divanul ad-hoc după alegerile din septembrie 1857. După retrogradarea lui Ghica și retragerea lui din funcție în 1858, familia Știrbei a controlat unul dintre cei trei noi Caimacami, Ioan Manu.